# Зив, Давид Моисеевич
Давид Моисеевич Зив (1915—1967) — советский радиохимик, дважды лауреат Сталинской премии (1951, 1953), лауреат Ленинской премии (1966).

## Биография
Родился 4 апреля 1915 года в Петрограде в семье дантиста Мовши (Мойши) Иоселевича Зива.
С 1931 года после окончания средней школы работал во Всесоюзном алюминиево-магниевом институте препаратором. В 1932 году поступил в ЛПИ имени М. И. Калинина на химический факультет (диплом с отличием, 1937).
В 1938 — 1967 годы — в Радиевом институте: аспирант, младший научный сотрудник, старший научный сотрудник, с 1954 года зав. лабораторией. В 1941—1942 годы служил в РККА.
Доктор химических наук, профессор.
Предложил высокочувствительные методы определения следовых количеств редких элементов.
Разработал метод выделения полония. Один из основателей новой области радиохимии — электрорадиохимии, изучающей электрохимические свойства радиоактивных элементов в состоянии крайнего разбавления.
Умер 16 февраля 1967 года. Похоронен в Ленинграде на Серафимовском кладбище.
Сын — Зив, Михаил Давидович.

## Признание
- Сталинская премия второй степени (1951) — за разработку промышленного метода получения полония
- Сталинская премия третьей степени (1953) — за радиохимические работы, связанные с испытанием изделия РДС-6с
- Ленинская премия (1966)
- орден «Знак Почёта»
- медали

## Примечания

Могила Зива на Серафимовском кладбище Санкт-Петербурга.